# Психо-человек
Психо-человек (англ. Psycho-Man) — вымышленный суперзлодей американских комиксов издательства Marvel Comics и враг Фантастической четвёрки. Он является лидером технократии, управляя микроскопической системой миров в Микровселенной. На протяжении многих лет с момента его первого появления в комиксах персонаж появлялся в других медиа, включая мультсериалы и видеоигры.

## История публикаций
Психо-человек был создан сценаристом Стэном Ли и художником Джеком Кирби, дебютировав в Fantastic Four Annual #5 (Ноябрь 1967).

## Силы и способности
Психо-человек обладает высоким уровнем интеллекта. Находясь в экспериментальных и боевых ситуациях, он использует портативное устройство для управления эмоциями, которое излучает луч, способный стимулировать эмоции в мозгу жертвы. Устройство позволяет пробудить страх, сомнения и ненависть разной степени интенсивности. С его помощью он создал альтер эго Невидимой леди — Мэлис. Будучи микроскопическим существом, Психо-человек использует и дистанционно управляет усовершенствованным экзоскелетом, когда появляется на Земле. Кроме того, в его распоряжении находится космический корабль, позволяющий ему перемещаться по просторам космоса.

## Вне комиксов

### Телевидение
В мультсериале «Фантастическая четвёрка» 1994 года Психо-человека озвучил Джейми Хортон.

### Видеоигры
Психо-человек появляется в мобильной игре Marvel: Contest of Champions 2014 года

### Товары
- Hasbro выпустила фигурку Психо-человека на основе его появления в мультсериале 1994 года[8].
- WizKids выпустила бустер Marvel HeroClix: Fantastic Four Future Foundation для HeroClix, в составе которого была фигурка Психо-человека[9].

## Критика
GamesRadar поместил Психо-человека на 8-е место среди «лучших врагов Фантастической четвёрки».